# Feliks Krygielski
Feliks Krygielski (ok. 1888–1920) – polski duchowny, zakonnik.
Urodził się w zaborze rosyjskim. Należał do zakonu kapucynów, do którego wstąpił w Ziemi Świętej razem ze swoim bratem, Stanisławem Krygielskim. Studia filozoficzno-teologiczne ukończył w Jerozolimie w seminarium duchowym tego zakonu i tam otrzymał święcenia kapłańskie z rąk patriarchy łac. Jerozolimy, kard. Camasci. Po wybuchu I wojny światowej w 1914 został aresztowany jako poddany rosyjski i otrzymał razem z bratem nakaz opuszczenia Palestyny. W drodze do Polski zatrzymali się w Odessie i zgłosili się do pracy w diecezji tiraspolskiej. Pracował na Zadnieprzu i tam został zabity przez jedną z band bolszewickich. Ciało znaleziono pod mostem na Dnieprze.